# Nibiru
Nibiru, Nebiru, Neberu (akad. nēberu; asyr. nēburu) – słowo z języka akadyjskiego, najczęściej występujące w babilońskich tekstach literackich i historycznych, zwykle w kontekstach związanych z przekraczaniem/pokonywaniem rzek. Pojawia się ono również, choć rzadziej, w babilońskich tekstach mitologicznych i astronomicznych, tym razem jako nazwa poświęconego bogu Mardukowi ciała niebieskiego.

## Etymologia i znaczenia słowanēberu

### Nēberuw babilońskich tekstach literackich i historycznych
Akadyjskie słowo nēberu najczęściej pojawia się w babilońskich tekstach literackich i historycznych, zwykle w kontekstach związanych z przekraczaniem/pokonywaniem rzek. Na język polski tłumaczyć je można zazwyczaj jako „miejsce przeprawy/przejścia (przez rzekę)” lub „bród”. Słowo to oznaczać też mogło specjalny rodzaj łodzi lub promu, służących do przeprawiania ludzi, zwierząt lub towarów przez rzekę (akad. nēberu, elep nēberim; sum. gišmá-diri-ga, gišmá-addir). Przewoźnika – osobę obsługującą tego rodzaju łodzie lub promy – nazywano po akadyjsku ša nēberim (sum. lú-má-addir).
Sumeryjskim odpowiednikiem akadyjskiego nēberu było słowo addir. Według sumerologa Johna A. Hallorana słowo addir powstało w wyniku połączenia dwóch innych sumeryjskich słów: „íd” („rzeka”) z „dir” („przechodzić/przekraczać”). Możliwe jest też – zdaniem tego uczonego – pochodzenie akadyjskiego nēberu od słowa nibru, sumeryjskiej nazwy miasta Nippur, co wskazywałoby, iż miasto to powstać mogło w miejscu ważnego brodu przez rzekę Eufrat.

### Nēberuw babilońskich tekstach mitologicznych i astrologicznych
W babilońskich tekstach mitologicznych i astrologicznych słowo nēberu używane jest jako określenie poświęconego bogu Mardukowi ciała niebieskiego, często zwanego też „gwiazdą Marduka” (akad. kakkab Marduk). Użyte w tym znaczeniu słowo nēberu niemal zawsze występuje w tekstach poprzedzone bądź determinatywem dingir, stawianym przed imionami istot boskich (dnēberu), bądź też determinatywem mul, stawianym przed nazwami gwiazd i planet (mulněberu). Dwoistość ta wynika stąd, iż w wierzeniach Mezopotamczyków gwiazdy i planety często traktowano jako bóstwa.
Analiza tekstów pozwoliła uczonym zidentyfikować nēberu z dwoma różnymi ciałami niebieskimi: gwiazdą (Gwiazda Polarna) i planetą (Jowisz).

#### Nēberujako gwiazda (Gwiazda Polarna)
W babilońskim eposie Enuma elisz ciało niebieskie o nazwie dnēberu wymienione jest dwukrotnie. W zgodnej opinii uczonych ciałem tym jest Gwiazda Polarna, znana też jako Gwiazda Biegunowa. Tak właśnie tłumaczy to słowo Krystyna Łyczkowska, autorka pełnego przekładu eposu Enuma Elisz na język polski. Fragmenty, w których wymienione zostało dnēberu, brzmią w jej tłumaczeniu następująco:
„On [tj. Marduk] ustalił rok, zakreślił jego czas trwania,

każdemu z dwunastu miesięcy po trzy gwiazdy przydzielił.

Po ustaleniu granic dni roku

wyznaczył gwieździe biegunowej [dnēberu] jej miejsce, by oznaczała ich związki.” (tabliczka V, wiersze 3–6)
„Nebiru [dnēberu] zaprawdę strzeże mocno przejścia nieba i ziemi,

temu, który na górze i na dole nie znajduje przejścia, pomaga,

Nebiru jest jego [tj. Marduka] gwiazdą, której na niebie polecił świecić,

ona zajmuje miejsce polarne [...]” (tabliczka VII, wiersze 124–127)

#### Nēberujako planeta (Jowisz)
Jednym z najważniejszych mezopotamskich tekstów astronomicznych jest spisany na dwóch tabliczkach tekst zwany od pierwszych słów MUL.APIN, będący rodzajem kompendium ówczesnej wiedzy astronomicznej o gwiazdach, planetach i konstelacjach. W jednym miejscu wspomina on o ciele niebieskim zwanym nēberu w kontekście, który nie pozostawia wątpliwości, iż w tym przypadku mamy do czynienia z planetą Jowisz:
„Gdy gwiazdy Enlila zniknęły, jedna wielka gwiazda

– choć światło jej jest przyćmione –

(wciąż) dzieli niebo na pół i na nim pozostaje;

chodzi tu o gwiazdę Marduka (akad. kakkab Marduk), Neberu (akad. nēberu), planetę Jowisz (sum. SAG.ME.BAR);

wciąż zmienia ona swą pozycję i przemierza niebo.”

## Nibiru w książkach Zecharii Sitchina
Planeta Nibiru pojawia się w pseudonaukowych książkach pisarza Zecharii Sitchina (po raz pierwszy w wydanej w 1974 r. książce „Twelfth Planet”, tytuł polski „Dwunasta Planeta”). Na podstawie własnej interpretacji mezopotamskich źródeł pisanych i ikonograficznych autor ten wysunął hipotezę o istnieniu w Układzie Słonecznym nieznanej astronomom planety (zwanej przez niego Nibiru), która – po szerokiej orbicie w kształcie elipsy – obiegać ma Słońce w ciągu 3600 lat. Planetę tę zamieszkiwać ma zaawansowana technologicznie rasa istot (zwanych przez niego Anunnakami), które w odległej przeszłości odwiedzać miały Ziemię wpływając na rozwój cywilizacyjny ludzkości.
Teza ta zdobyła popularność wśród miłośników paleoastronautyki i ufologii, ale nie jest traktowana poważnie w środowiskach naukowych. Michael S. Heiser wylicza najważniejsze sprzeczności pomiędzy twierdzeniami Sitchina a wiedzą mieszkańców Mezopotamii o planecie nēberu:
- według Sitchina mieszkańcy starożytnej Mezopotamii posiadali wiedzę o wszystkich planetach Układu Słonecznego – analiza tekstów klinowych wskazuje, iż znali oni jedynie pięć planet (Merkurego, Wenus, Marsa, Jowisza i Saturna); za planety uważane też były Słońce i Księżyc;
- według Sitchina w Układzie Słonecznym istnieje nieznana astronomom planeta o nazwie Nibiru – analiza tekstów wskazuje na identyfikację planety nēberu z planetą Jowisz;
- według Sitchina planeta ta obiegać ma Słońce co 3600 lat – analiza tekstów wskazuje, że możliwe były coroczne obserwacje planety nēberu;
- według Sitchina planetę Nibiru zamieszkiwać ma rasa istot zwanych Anunnakami – żaden ze znanych tekstów klinowych nie wiąże planety nēberu z bóstwami Anunnaki; żaden z tekstów nie wspomina o tym, jakoby planeta ta miała być zamieszkana[8]

Wzmianka o Nibiru pojawia się w serii książek włoskiego pisarza Pierdomenico Baccalario „Century”.